# Orga
Orga (llamada oficialmente San Miguel de Orga) es una parroquia y una aldea del municipio español de Celanova, en la provincia de Orense, Galicia.

## Organización territorial
La parroquia está formada por siete entidades de población:
- Abellal (O Abellal)
- Fe de Pedro (Fedepedro)
- Orga
- Outeiro (O Outeiro)
- Quintas
- Rairos
- Rivero (O Ribeiro)

## Demografía

### Parroquia
| Gráfica de evolución demográfica de Orga (parroquia) entre 2000 y 2022 |
|                                                                        |
| Datos según el nomenclátor publicado por el INE.                       |

### Aldea
| Gráfica de evolución demográfica de Orga (aldea) entre 2000 y 2022 |
|                                                                    |
| Datos según el nomenclátor publicado por el INE.                   |